# Paseo de Bolívar (Barranquilla)
El paseo de Bolívar es una avenida de Barranquilla, Colombia. Está ubicado en el centro de la ciudad y sobre él se encuentran la alcaldía, la iglesia de San Nicolás y numerosas edificaciones comerciales y financieras. En su remate norte se encuentra la plaza de Bolívar con la estatua ecuestre de Simón Bolívar. 

## Ubicación
El paseo de Bolívar está ubicado en el sector oriental de la ciudad, paralelo a la calle 30 y al caño del Mercado, a unos 250 metros de este. Constituye el corazón de Barranquilla y el eje del centro, alrededor del cual surgió y se expandió la ciudad. En la actual nomenclatura corresponde a la calle 34, entre carreras 38 (Igualdad) y 45 (Líbano). 

## Características
Es una vía de dos carriles construidos en concreto rígido y separados por un bulevar o separador central de ancho variable. Tiene una longitud aproximada de 760 m y recorre 6 cuadras. Su sentido de circulación es en doble vía sur-norte y norte-sur. Es intersecada por las carreras 45 (donde empieza), 44, 43, 41, 40, 39 y 38 (donde termina). La carrera 42 termina en su costado oriental sin atravesarlo.

## Historia
El actual paseo de Bolívar corresponde a la vía que hasta fines del siglo XIX se llamó calle Ancha. La calle, que nunca fue pavimentada, se encontraba flanqueada por casas de techo de paja y paredes de bahareque, y algunas construcciones neoclásicas y neocoloniales. Fue la calle alrededor de la cual se dieron los primeros asentamientos indígenas preheredianos, la población de la ciudad en las primeras décadas del siglo XVII (plena Colonia), se construyó la primera iglesia, el primer teatro, las primeras plazas, los primeros barrios, se desarrolló el mercado público, y donde muchas familias pudientes tuvieron su residencia y sus negocios a partir de la segunda mitad del siglo XIX. 
En 1886, por iniciativa del alcalde Antonio Abello, se construye en medio de la vieja calle -que en épocas de lluvia se convertía en arroyo y en gran lodazal-, un camellón a la manera de los grandes bulevares de París, donde había sido educado el mandatario. La ciudadanía, interpretando esta acción como símbolo de progreso, la denominó desde entonces camellón Abello. 
En 1903, como acto conmemorativo del fin de la Guerra de los Mil Días, se festeja en el camellón Abello la primera Batalla de Flores del carnaval de Barranquilla por iniciativa del general conservador Heriberto Vengoechea, comandante de la plaza.

En 1910, con motivo del centenario de la independencia colombiana, la colonia italiana residenciada en la ciudad obsequia una estatua de Cristóbal Colón. La estatua fue ubicada delante del edificio del Cuartel, en ese entonces remate del camellón en su extremo norte. Desde entonces, la avenida pasó a llamarse paseo Colón. Desde fines del siglo XIX era la vía más importante de la ciudad, donde asumieron sus cargos alcaldes y gobernadores, desde cuyas edificaciones circundantes se presentaron los políticos más importantes de la época, donde se llevaron a cabo diversos actos del carnaval, desfiles militares y conmemoraciones patrias. El paseo Colón llegaba hasta la carrera 41 (Progreso), donde se estrellaba con la vivienda de Bartolomé Molinares, en la que se alojó Simón Bolívar en su tránsito por Barranquilla hacia Santa Marta en 1830. A partir de allí empezaba la calle España hacia el sur.

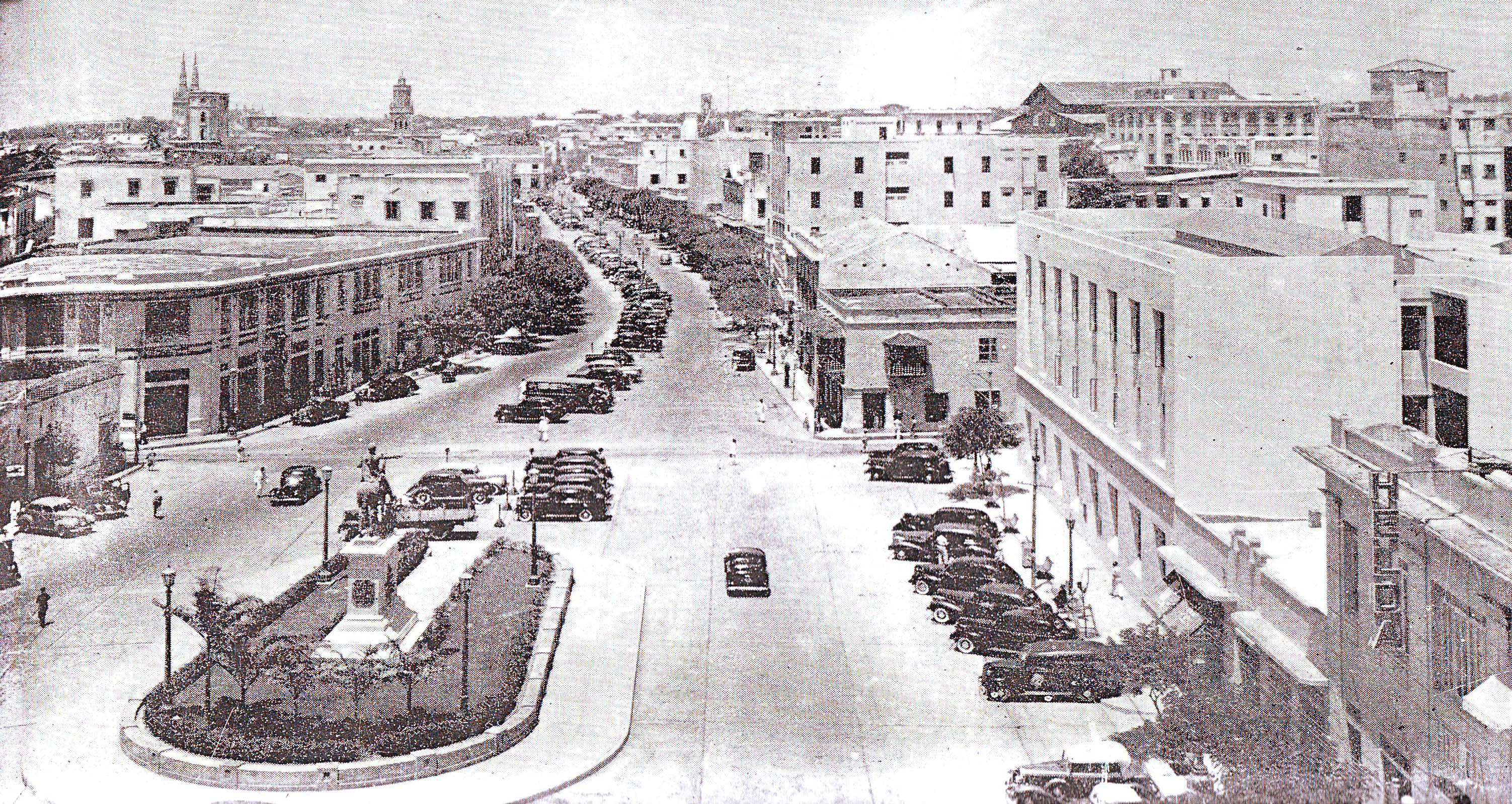
Vista del paseo de Bolívar en la década de 1930 cuando deja de ser paseo de Colón (1937).

En 1928, se construye el edificio Palma detrás del Cuartel, lo cual constituye un hito en la historia arquitectónica de Barranquilla. Desde el momento de su inauguración, se planteó la demolición del Cuartel y la construcción en su lugar de una gran plaza para darle visibilidad al Palma y ampliar de paso la avenida en su costado norte. Finalmente, el Cuartel es demolido en 1936.
En 1930 es demolido el camellón Abello para construir una avenida pavimentada en razón del alto flujo vehicular.
En 1937, el concejo municipal acuerda trasladar la estatua de Simón Bolívar, ubicada hasta entonces en el parque de San Nicolás, al sitio ocupado por la estatua de Colón, la cual, a su vez, pasó a ocupar el sitio de la de Bolívar. Desde esa fecha la avenida se denomina paseo de Bolívar.
El edificio Palma es demolido en 1955. Se adujo entonces la necesidad de ampliar el paseo de Bolívar hasta la avenida Olaya Herrera, pero en vista de que nada se hizo en esa dirección y que durante casi diez años el lote estuvo baldío, la Caja Agraria lo adquirió (lo cual representó gruesos ingresos para la administración municipal) y entre 1965 y 1967 construyó su sede en la ciudad. El edificio ganó en ese momento el Premio Nacional de Arquitectura y fue declarado monumento nacional en 1994.
A partir de la década de 1940, el paseo de Bolívar se convierte en arteria de gran movimiento comercial y financiero. En 1940 se compra el lote donde en 1949 empieza la construcción del Banco de la República por parte de la empresa Cornelissen & Salcedo. El Banco fue terminado en 1951, dando inicio a la constitución del paseo de Bolívar en zona bancaria.  
En los años 1960, altos edificios de arquitectura moderna dominaban ambas aceras de la avenida, formando un conjunto con edificaciones neoclásicas y art déco. 
El alto flujo vehicular y la creciente actividad comercial que ocupa el espacio público disminuyeron la visibilidad del pequeño parque que alojaba la estatua de Bolívar hasta que, en 1973, se construye una gran plaza con una enorme fuente luminosa que rodeaba la estatua. La plaza, inicialmente un éxito estético, fue descuidada e invadida por indigentes y transeúntes que hacían allí sus necesidades. Finalmente la fuente dejó de funcionar y se convirtió en refugio de delincuentes que incluso tuvieron secuestrada a una niña en el cuarto de máquinas.
Durante la primera administración de Bernardo Hoyos (1992-1994), el antiguo edificio del Banco de la República es convertido en sede de Alcaldía de Barranquilla.
En 2003, la administración de Humberto Caiaffa Rivas emprendió la recuperación de la plaza. La fuente fue demolida y la estatua se ubicó en un pedestal más reducido y protegido que impide su invasión, con lo que se logró ampliar la plaza, la cual cuenta con aproximadamente 2800 m².

## Estatua de Bolívar

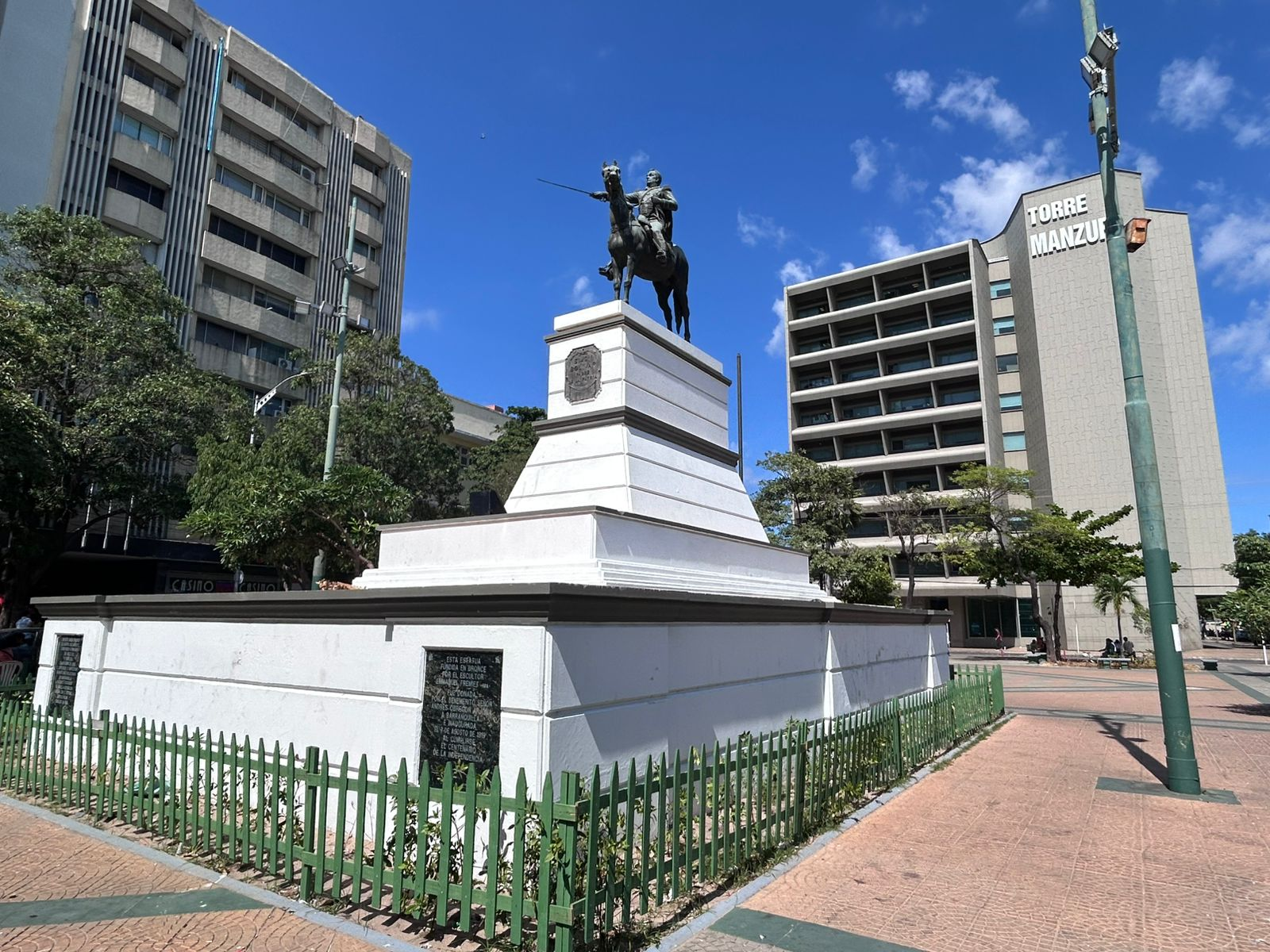
Plaza y estatua de Simón Bolívar

En 1909, durante la presidencia del general Ramón González Valencia, y con motivo del primer centenario, en 1910, de la independencia de Colombia, se le encomendó al escultor francés Emmanuel Frémiet la elaboración de una estatua de Simón Bolívar. La obra, una estatua ecuestre en bronce, fue instalada originalmente en 1910 en el parque de la Independencia de Bogotá, de donde se trasladó en 1963 al monumento a Los Héroes para construir la avenida 26 en su lugar. De esta estatua original existen cuatro réplicas:
1. Barranquilla. Fabricada en bronce y ubicada en un pedestal, obsequio de Andrés Obregón a la ciudad en 1919 con ocasión del centenario de la independencia definitiva de Colombia.
2. La Paz, Bolivia. Elaborada en bronce, inaugurada en el comienzo de la Alameda con motivo del centenario de la República en 1925.[6]
3. San Cristóbal, Venezuela. Inaugurada en 1929.[7]
4. París, Francia. obsequiada en 1930 por las repúblicas de América Latina para conmemorar el centenario de la muerte de Bolívar.[8]

## Intersecciones
A continuación se muestra un esquema con las calles que lo intersecan.
|  |  | STR |

|  |  | STR |

|  | CONTgq | KRZ | STRq |

|  |  | STR |

|  | STRq | KRZ | CONTfq |

|  |  | STR |

|  | CONTgq | KRZ | STRq |

|  |  | STR |

|  | STRq | KRZ | CONTfq |

|  |  | STR |

|  | CONTgq | KRZ | CONTfq |

|  |  | STR |

|  | CONTgq | KRZ | STRq |

|  |  | STR |

|  | CONTgq | KRZ | CONTfq |

|  |  | STR |

|  |  | STR |

## Presente y controversia
La administración de Guillermo Hoenigsberg (2004-2007) continuó con la recuperación del sector, remodelando toda la avenida incluyendo su bulevar central, con adoquines de colores y abundante vegetación. Se recuperaron también los andenes y se instalaron quioscos para vendedores callejeros. Estas acciones fueron acompañadas por la compra, demolición y posterior adecuación, como gran plaza, de las manzanas traseras del  edificio de la antigua Caja Agraria hasta la avenida Olaya Herrera. La intención era rescatar el antiguo proyecto de ampliar el paseo de Bolívar hasta la intersección de la Vía 40, la calle 30, la carrera 50 y la mencionada avenida Olaya Herrera. En 2015 se construye la ampliación de la carrera 50 hasta la Vía 40, con una glorieta en su intersección, quedando integrado el paseo de Bolívar con el parque Cultural del Caribe, la solución de transporte masivo Transmetro, el complejo cultural de la antigua Aduana, la plaza del río Magdalena, la Intendencia Fluvial, la avenida del Río y el jardín de la escultura alusiva a las mariposas amarillas de Gabriel García Márquez, luego de la demolición del centro comercial de artículos de contrabando “San Andresito”. Otras obras que se proyectan en el área de influencia del paseo de Bolívar son la urbanización de la isla de La Loma, complejos habitacionales, centros comerciales y mercados, de los cuales algunos ya son realidad, como el mercado del Pescado.

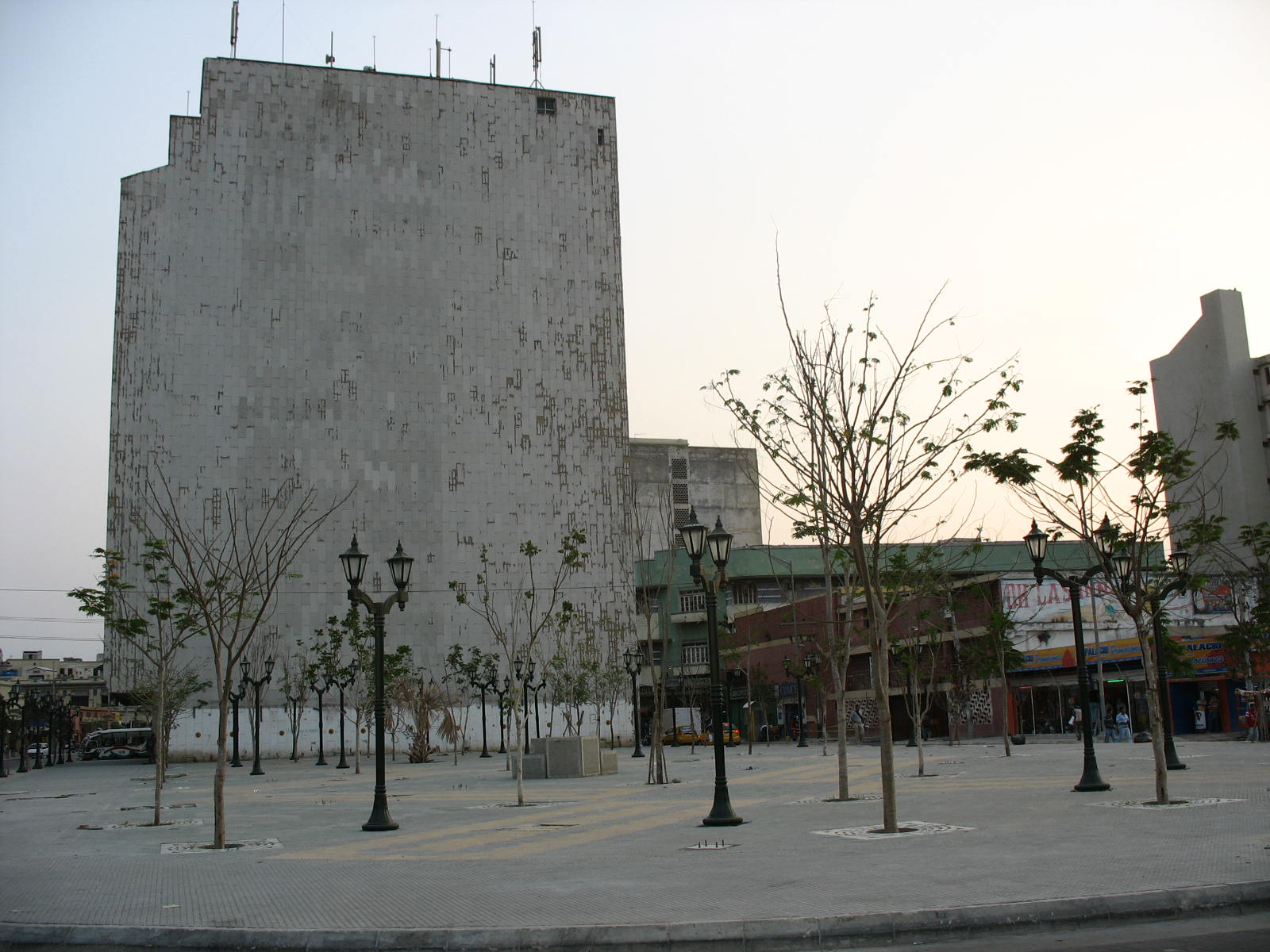
Ampliación del paseo de Bolívar detrás del edificio de la antigua Caja Agraria.

De tal forma que el edificio de la antigua Caja Agraria queda interpuesto entre el paseo de Bolívar y su ampliación. El clamor de la ciudadanía, como lo han demostrado las encuestas, es mayoritariamente a favor de que el edificio sea demolido o, en su defecto, trasladado a un costado para dar paso a un espacio urbano sin precedentes en la historia de la ciudad. El debate, en el que intervino el entonces presidente Álvaro Uribe a favor de la demolición, se alargó a causa de que el Ministerio de Cultura y el entonces vicepresidente Francisco Santos se opusieron a dicha alternativa dado el carácter patrimonial del que goza la edificación, por el cual no pudo ser demolida. Algunos, sin embargo, insistieron en la demolición tomando como argumento la supuesta inconveniencia de trasladar el edificio, a mediados de los años 2000 prácticamente en ruinas y cayéndose a pedazos, pues habría que incurrir en altísimos costos de adecuación para someterlo a la maniobra, además de los ya elevados costos de la misma, y el precio adicional de adquirir y demoler los predios donde tendría lugar el traslado. Otros sugirieron que se eliminaran las primeras plantas de la edificación para formar una especie de túnel, otros que fuera renovado y destinado a proyectos habitacionales o educativos e, incluso, que la parte trasera fuera utilizada como pantalla gigante de cine. En 2012 el edificio fue  adquirido y remodelado por el inversionista Roberto Manzur, por lo que cambió su nombre por Torre Manzur. Desde 2017, en el edificio funciona la sede de la Fiscalía General de la Nación.

## Galería

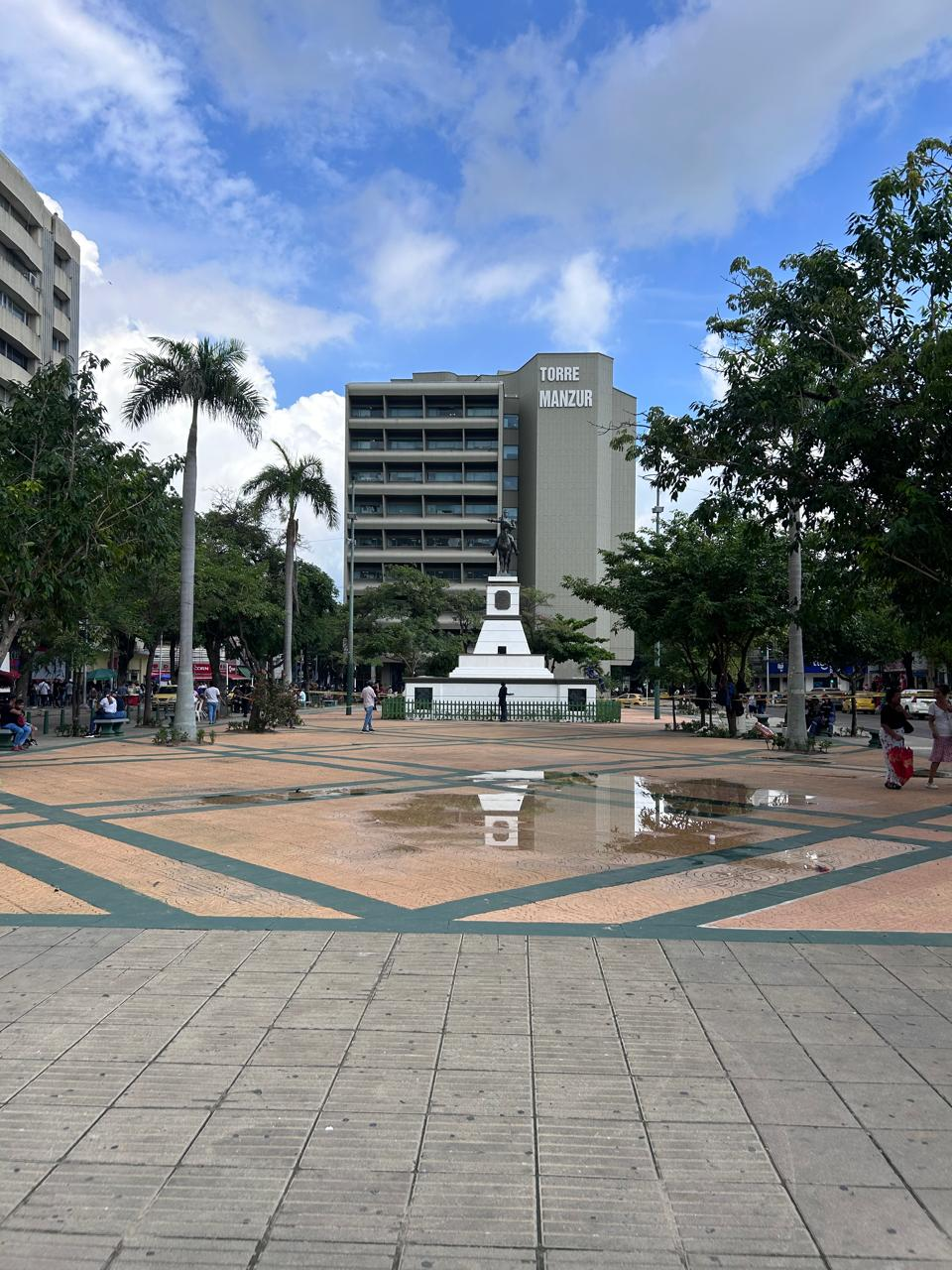
Plaza de Bolívar
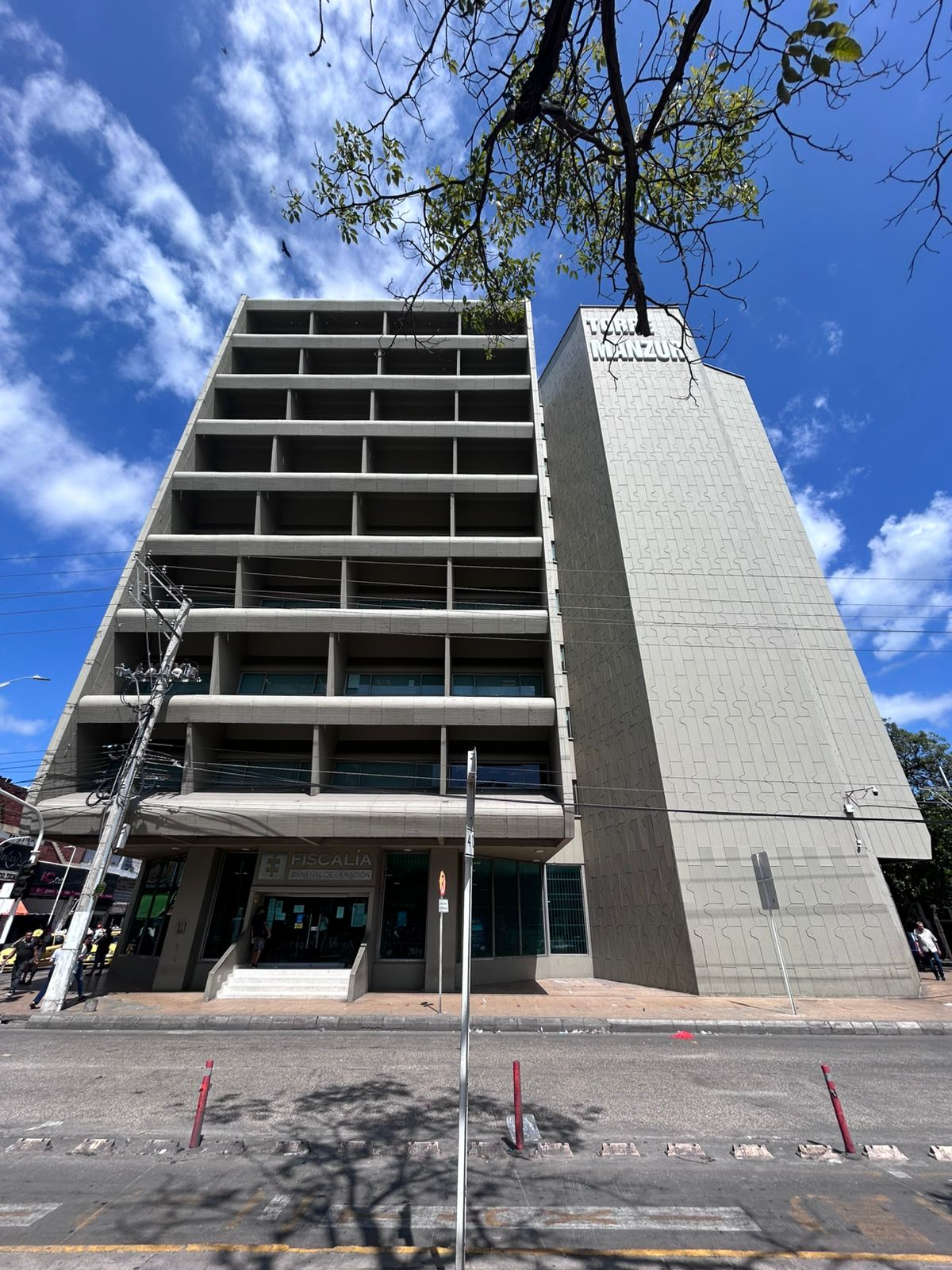
Torre Manzur, antiguo edificio de la Caja de Crédito Agrario
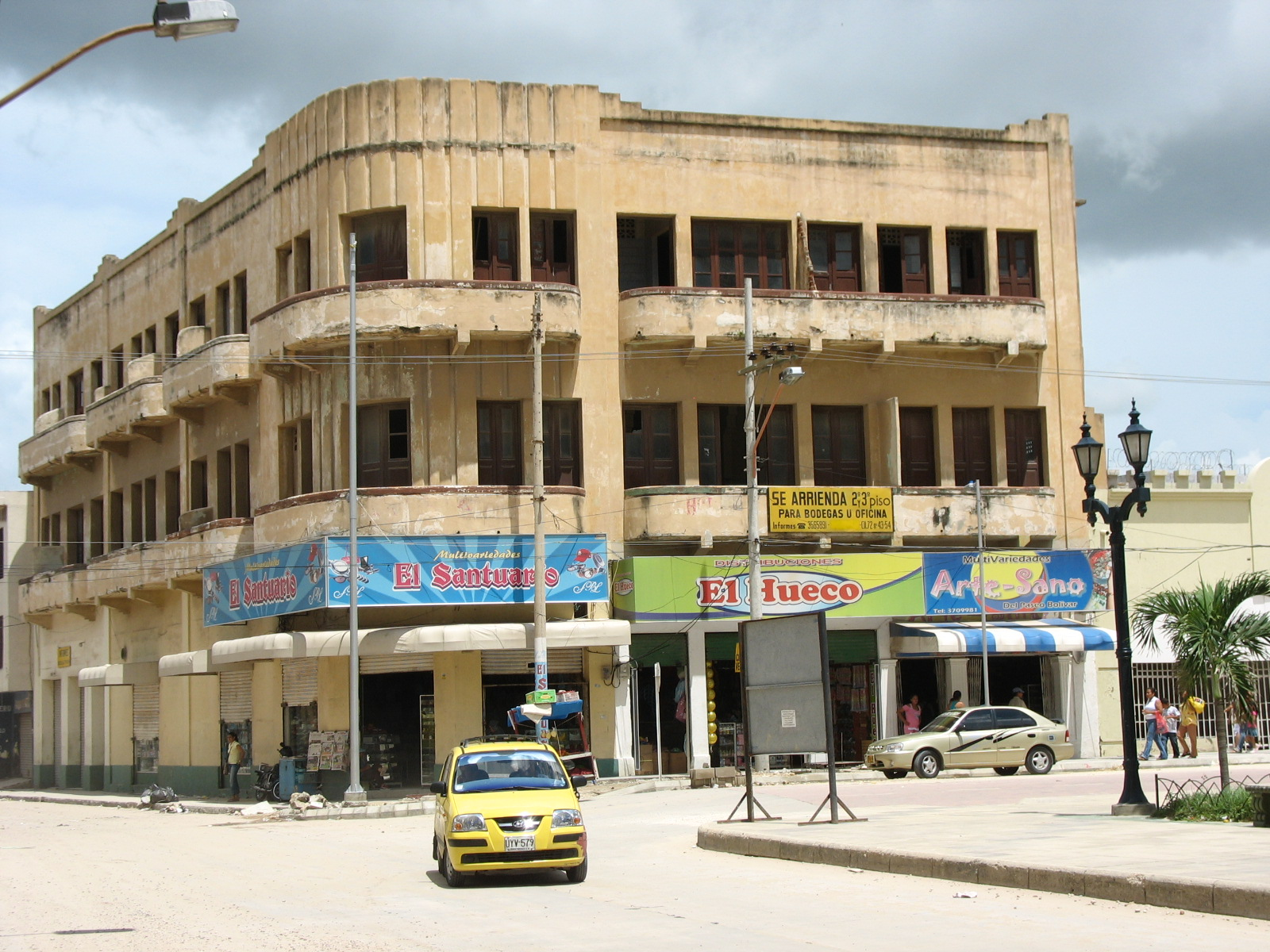
Antiguo Hotel Roxy.
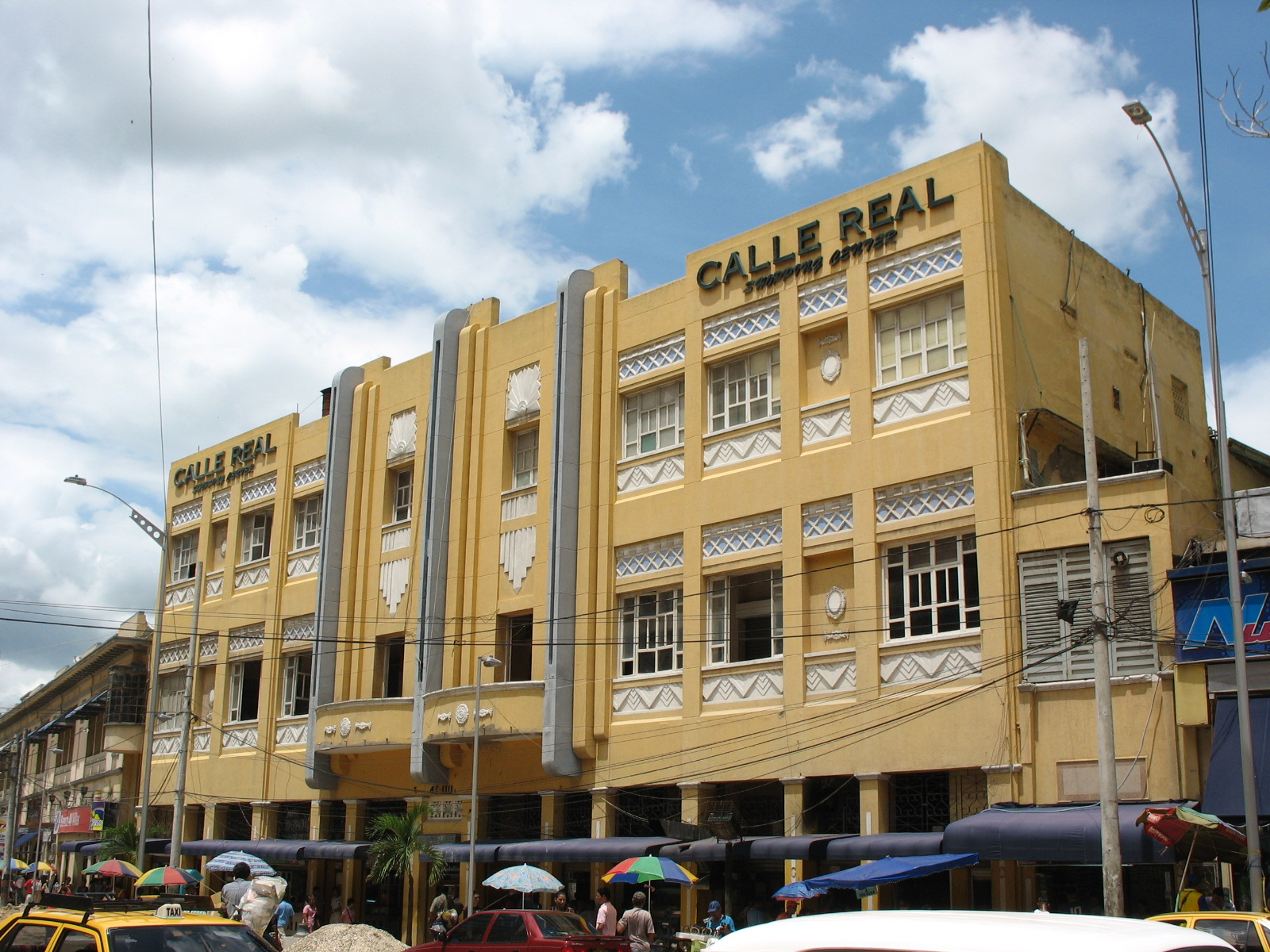
Antiguo edificio Muvdi. Centro comercial Calle Real.
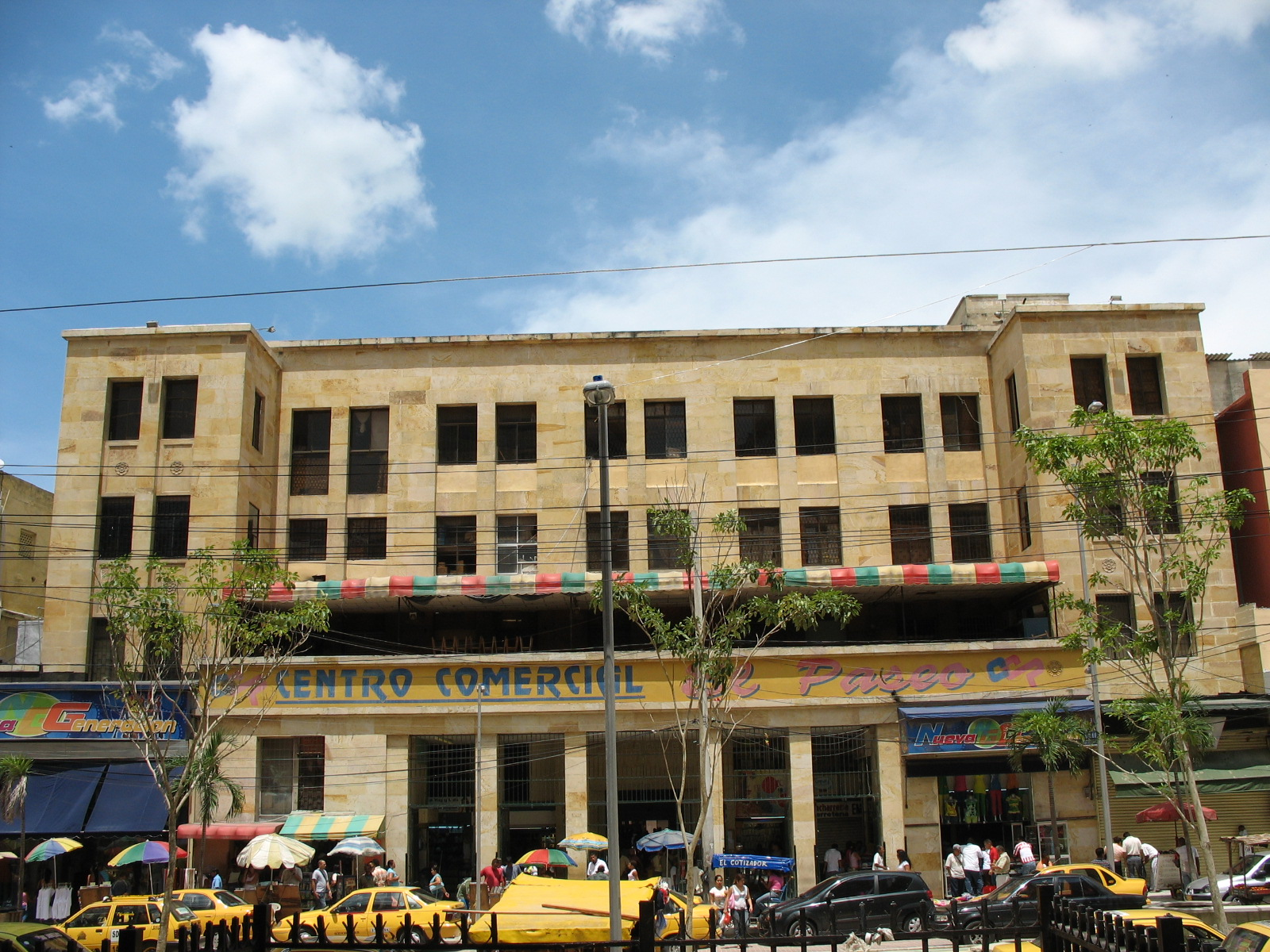
Antiguo Banco Alemán Antioqueño. Centro comercial El Paseo.
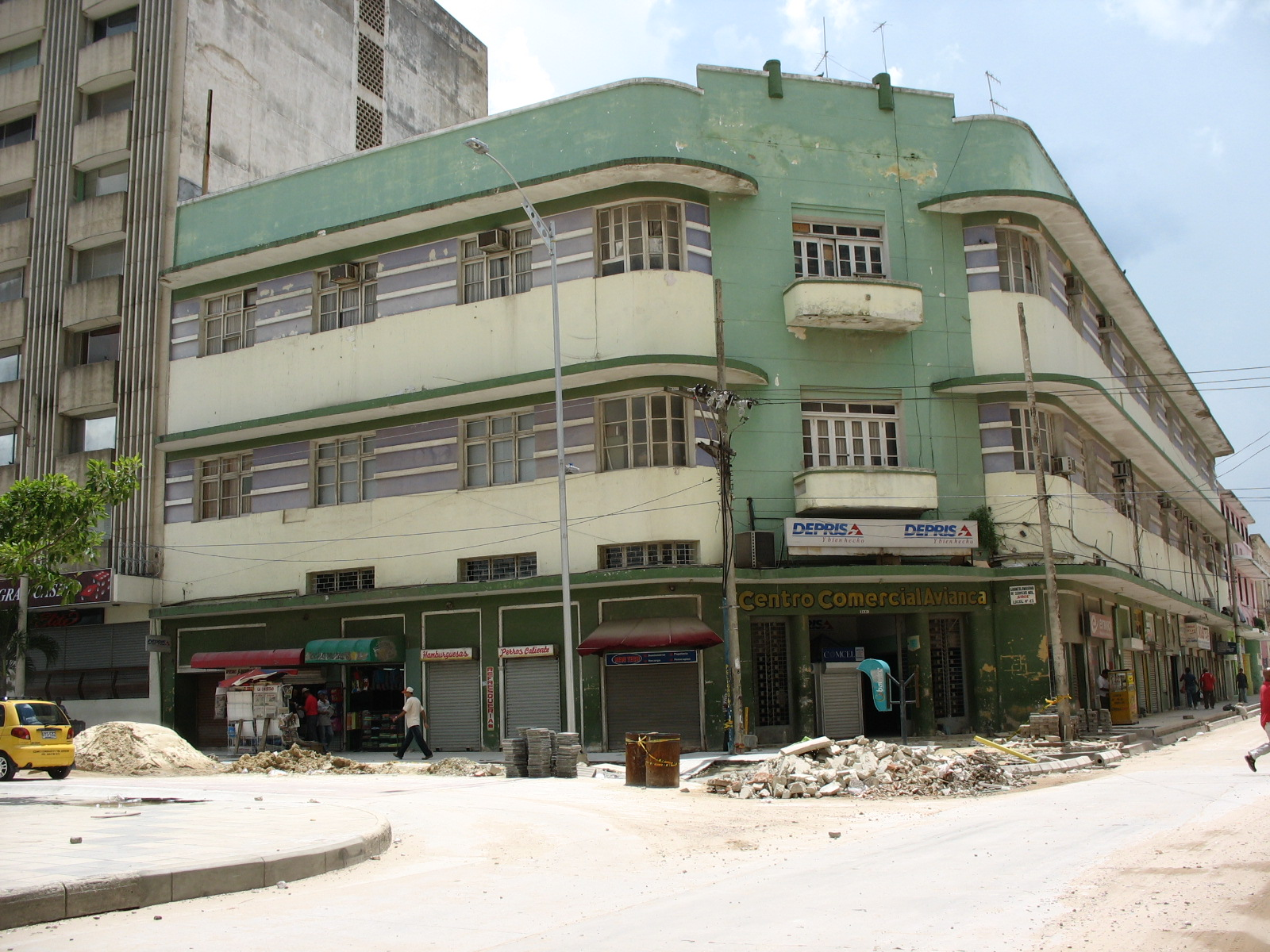
Antiguo edificio Scadta. Edificio Avianca.
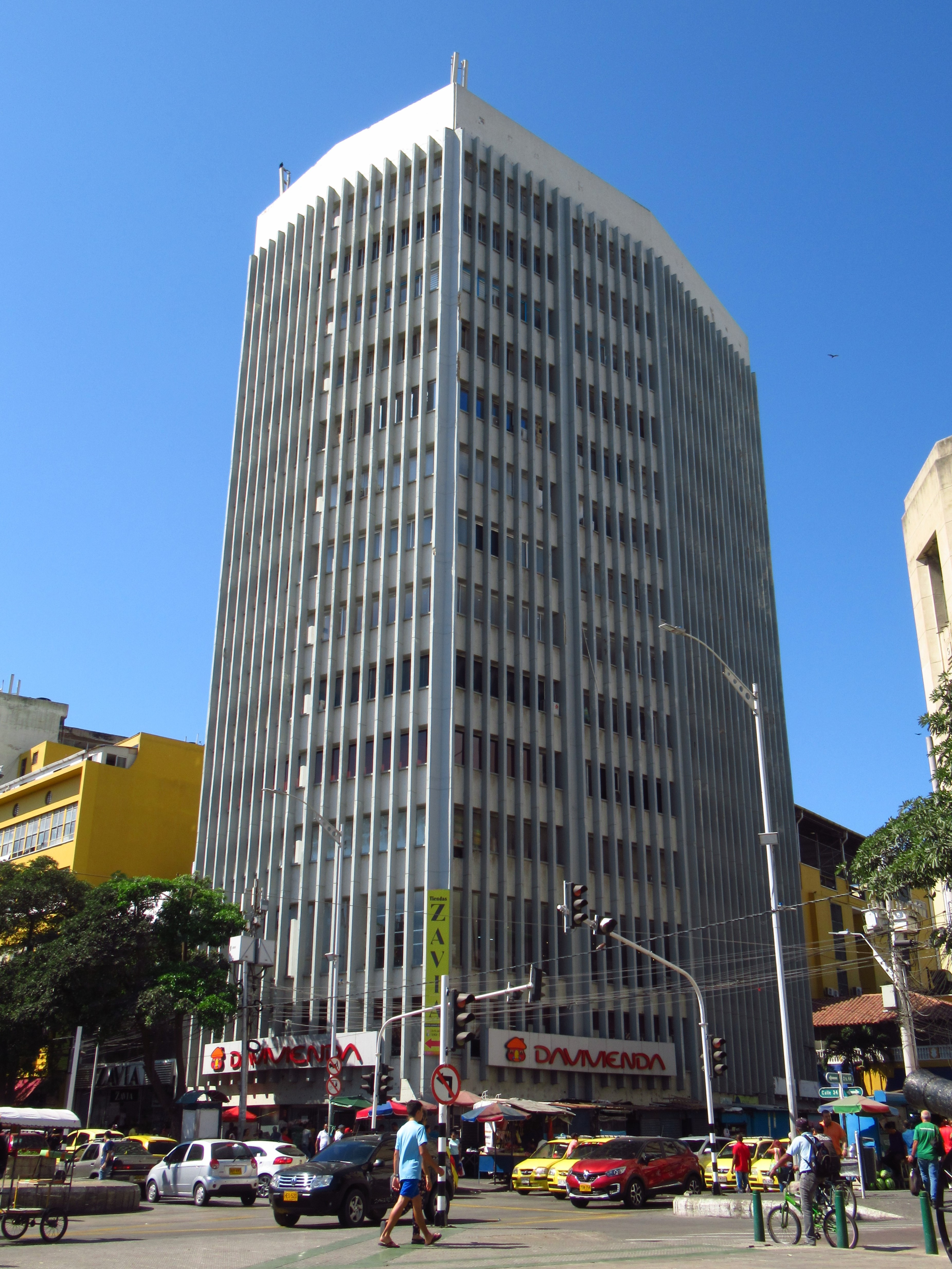
Torre Davivienda.
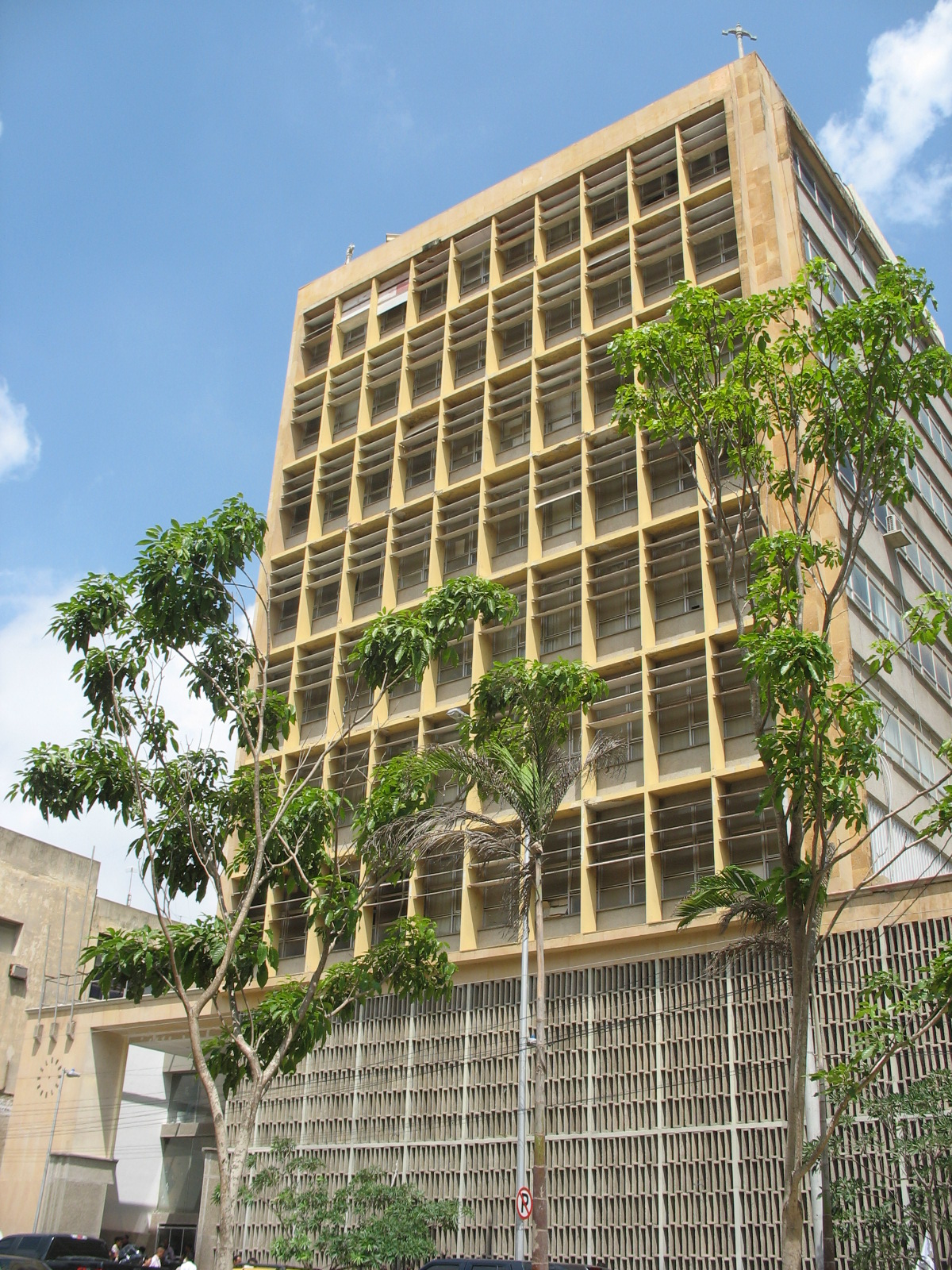
Edificio de la Alcaldía.